# NOTsoNOISY Guillaume Reymond
NOTsoNOISY Guillaume Reymond és una agència creativa multimèdia creada l'any 2000 per l'artista franco-suís Guillaume Reymond (1969, Vevey, Suïssa), conegut a nivell mundial pels seus vídeos. Guillaume Reymond va formar-se com a arquitecte. L'any 2009, abandona el disseny gràfic i passa a dedicar-se exclusivament a projectes artístics i de vídeo desenvolupant, així, noves creacions que oscil·len entre l'art i els esdeveniments participatius.
La majoria dels seus projectes són enormes i divertides actuacions participatives que reuneixen centenars de persones per crear increïbles vídeos animats de Stop Motion. Tots els projectes es basen en la mateixa idea: crear imatges a partir de persones o objectes amb els quals tothom hi té certa connexió. Recrea pel·lícules, còmics o jocs d'ordinador. La seva línia directiva s'integra perfectament dins la creació lúdica contemporània, amb un apropament lúdic, subtil i inventiu. És ell mateix qui s'encarrega del muntatge de les seves obres tot encadenant les fotografies una rere l'altre basant-se en el principi de les pel·lícules d'animació en les quals se succeeixen les imatges (10,12 o 24 imatges per segon) que acaben conformant una pel·lícula en moviment.
Els seus vídeos tenen un gran èxit arreu del món gràcies a Internet, de fet, el seu canal de Youtube ha superat les 27 milions de visites. La seva popularitat es deu al fet que intenta trobar maneres originals de crear imatges i vídeos animats tot explorant simples, imaginatius i divertits plantejaments que fan referència a pel·lícules famoses, videojocs, dibuixos animats, objectes o històries que tenen relació amb l'univers col·lectiu vigent.
Va ser el vídeo del Tetris humà, part del projecte Game Over, amb gairebé 14 milions de visites a Internet, el que li va donar la fama. Per ell, al principi només es tractava d'un projecte personal artístic que va pensar que podia acabar en un museu o en alguna galeria. Així doncs, quan va penjar el primer dels seus vídeos a Internet, va fer-ho perquè el poguessin veure tant els participants del projecte com les seves famílies. Mai va imaginar que el vídeo rebria tantes visites. A més, va ser la peça que li va permetre guanyar el primer “Youtube video award” l'any 2007 en la categoria de creativitat.
Els seus treballs artístics han estat exposats en diverses exposicions col·lectives de tot el món incloent Vevey, Berna, Berlín, Gant o Melbourne. Com a artista, és convidat de manera regular a diversos festivals internacionals perquè hi porti a terme nous projectes. Entre aquests festivals destaca “Les Urbaines Festival” de Lausanne, el “Belluard Bollwerk International Festival” de Friburg, el “The Game is Up” festival de Vooruit, Gant, el “The Game Culture Switzerland” al Centre Pompidou, París i el “Image” festival de Vevey.

## Organització
NOTsoNOISY Guillaume Reymond té una estructura multidisciplinària i és l'espai en el qual Reymond realitza tant els seus projectes artístics personals com els treballs per encàrrec. Guillaume Reymond és el fundador de l'agència i l‘únic creador i realitzador dels projectes. En molts casos, compta amb l'ajuda d'autònoms per l'organització i la instal·lació dels elements necessaris al rodatge. No obstant, és ell qui pensa les idees, troba les tècniques per a crear-los, fa les simulacions 3D i dirigeix als extres dels vídeos mentre els fa les fotografies. A més a més, la part de postproducció que comporta l'edició i el muntatge de les fotografies, també la fa ell. Tot i que inicialment ell pensà que la agència podria ser un grup on podrien col·laborar diversos artistes, de moment és ell mateix qui porta a terme tots els passos.
Els primers projectes eren creats a partir del moviment de diversos objectes, els quals havia de moure ell mateix abans de fer cada fotografia. Més endavant començà a introduir persones als vídeos, de manera que ell només havia de donar ordres sense la necessitat de moure les figures. Cal tenir en compte que ens aquests vídeos de stop-motion on calen figurants, no hi ha proves o assajos. Una curiositat sobre la forma de rodatge és la llibertat que tenen els figurants: ells trien el moviment que prenen a cada fotografia.
El nom inicial de la agència era NOTsoNOISY, però decidí afegir el seu nom i cognom perquè l'agència pogués ser reconeguda per la gent més propera.

## GAME OVER
GAME OVER és una sèrie d'animacions que intenten reproduir els primers videojocs a partir de persones, les quals substitueixen els píxels de colors. La pantalla és reemplaçada per a un teatre, els seients del qual divideixen la imatge en línies i columnes. El moviment de les figures digitals es crea amb el moviment d'aquestes persones, que aniran canviant lliurement de seient en cada fotografia—només aquells que representen objectes que han de seguir les normes del joc són dirigits per Reymond, els altres es mouen cap a on ells vulguin. Així doncs, s'aconsegueix a partir de la tècnica de stop-motion una reconstrucció a mida humana dels videojocs més mítics. Aquest projecte es tracta d'una crítica als videojocs contemporanis que volen imitar la realitat a partir de tècniques 3D. L'objectiu és reivnidicar, a partir de persones reals, els videojocs originals que tenen lloc a mons artificials.
El primer videojoc que varen reproduir va ser PONG, basat en pong, un dels primers videojocs (1972). La reconstrucció va requerir a 7 figurants, dues hores de rodatge i 277 fotografies per a un resultat final de 1 minut i 26 segons.Va tenir lloc el novembre de 2005 a l'auditori de La tour-de-Peilz, a Suïssa.
La segona realització d'aquest projecte s'anomena Space Invaders. Tracta el famós videojoc que també s'anomena Space Invaders, on, amb el nostra nau espacial haviem de defensar la Terra dels invasors provinents del més enllà. El juny de 2006 doncs, durant el festival Belluard Bollwerk International a Friburg (Suïssa), es va aconseguir un resultat d'un minut i 55 segons després de 4 hores de rodatge en la qual es necessitaren 67 extres i 390 fotografies.
El següent videojoc va ser reconstruït el gener de 2007 a Gant (Bèlgica) durant el festival The game is up! S'anomena Pole Position i reprodueix un dels primers videojocs sobre curses de cotxes, concretament de Formula 1. El conductor havia d'evitar altres vehicles i recórrer tants quilòmetres com fos possible en una carretera sinuosa que, de tant en tant, es feia més estreta. També, en algun moment es feia de nit, fet que disminuïa la visibilitat del conductor. Varen caldre 6 hores i 49 extres per aconseguit un resultat de 1 minut i 53 segons format amb 400 imatges.
El desembre de 2007 es va fer pública per primer cop la reproducció del videojoc Tetris, el qual segueix sent un dels més populars tot i haver estat creat l'any 1989. Per a la seva reconstrucció a mida humana, a Tetris van participar 88 extres en un rodatge de 4 hores i mitja al palau de Rumines de Lausanne (Suïssa). El resultat final, que compta amb 880 imatges, té una durada de 2 minuts i 38 segons. Es tracta de l'animació més cèlebre de tota la sèrie. El vídeo ha rebut més de 10 milions de visites i va aparèixer en diverses publicacions i cadenes de ràdio així com al telenotícies de la Télévision Suisse Romande.
L'última animació de la sèrie s'inspira en el famós PAC-MAN. Aquest famós videojoc creat l'any 1980 va ser un èxit total que, fins i tot, va ser premiat amb el Record Guiness per ser el videojoc arcade més famós de tots els temps. La seva imitació a mida humana està feta amb una precisió esplèndida, ja que no es deixa cap detall del llegendari laberint blau. Per tal d'aconseguir reproduir aquest videojoc, van captar un total de 111 figurants durant més de 4 hores. El rodatge de PAC-MAN va tenir lloc a l'agost de 2010 al cinema Trafo de la ciutat suïssa de Baden. El vídeo resultant va aparèixer a la televisió suïssa i va ser mencionat en diverses revistes i diaris.

## Altres projectes
Game Over és el seu projecte més reconegut i famós. Gràcies a ell es va donar a conèixer a les xarxes socials a nivell internacional. Però, per altra banda, trobem una sèrie de projectes que destaquen dins l'agència creativa multimèdia de Reymond:
- HAPPY HALLOWEEN: realitzat en el bosque de Jogny, el poble on resideix, dona forma a una carabassa gegant al terra tan sols movent fulles del mateix terra del lloc. Aquest projecte va requerir un dia complet per poder fer-ho possible. [17]
- SOIF! EL LOGO HUMANO: degut al dia mundial de l'aigua es van reunir el 21 de març de 2015 al Gymnase de Burier entorn a 600 estudiants. Es va crear una coreografia i es formava la paraula Soif, set en català, a la gespa entre totes les persones participants. La iniciativa del projecte era fomentar la solidaritat i educar als més joves. A més, la recaptació dels fons van permetre el finançament d'un pou a Nigèria, un dels països més pobres del món. [18]
- THE WORLD IS HERE: va crear un vídeo artístic en el que es creava un mapa del món gegant animat i interpretat per persones. Els encarregats d'encarnar el mapa van ser més de 300 estudiants de 80 nacionalitats diferents de Les Roches. El vídeo es va realitzar el 14 de setembre de 2013  al campus de Bluche en Suïssa. Es va dur a terme durant diverses hores i va arribar a realitzar més de 800 fotografies a una altura de 15 metres per poder aconseguir el resultat final. [19]
- ANIMATED TOWER: en honor del 10 aniversari de l'escola mèdica suïssa Health High School Vaud (HESAV) va crear un vídeo on s'anunciava la celebració "HESAV fait ses 400 coups!". La arquitectònica representació es va dissenyar expressament per aquesta ocasió utilitzant les 11 plantes de la façana de l'edifici on es realitza el vídeo. Amb l'ajuda de 110 persones entre les que s'encontren estudiants, professors i altres persones relacionades amb l'escola, va donar vida i crear imatges, com cors i ones, a partir del tancament i obertura de finestres i l'aparició de persones.[20][21]
- HUMAN LED MATRIX: l'origen del projecte va ser la celebració del 75 aniversari de l'escola de secundària de Béthusy in Lausanne. Al voltant de 900 estudiants i professors de la institució van participar en aquest homenatge a l'ensenyament. Aquest projecte va destacar dels anteriors que havia realitzat, ja que gràcies a un joc de llums de panels amb LEDs que portaven els participants va aconseguir donar moviment i formar l'alfabet de forma gegant. [22]
- TRANSFORMERS: des d'un zeppelin a l'aire i amb un equip de persones va crear un projecte en el que es formaven imatges i es donaven moviment a una sèrie de vehicles des d'una perspectiva aèria. Retrobus va ser l'empresa encarregada d'aportar els vehicles. El resultat final va ser la creació d'una espècie de robots que feien moviments.[23]